# Faoug
Faoug [fu], deutsch Pfauen (schweizerdeutsch ['pfa:wə]), ist eine politische Gemeinde im Distrikt Broye-Vully im schweizerischen Kanton Waadt.

## Geographie

Luftbild (1946)

Faoug liegt auf 449 m ü. M., 14,5 km nordöstlich des Bezirkshauptortes Payerne (Luftlinie), auf halbem Weg nach Murten. Das Dorf erstreckt sich leicht erhöht am Südufer des Murtensees, im Schweizer Mittelland.
Die Fläche des 3,5 km² grossen Gemeindegebiets umfasst einen Abschnitt am Südufer des Murtensees. Der Gemeindeboden erstreckt sich vom Seeufer südwärts über den flachen Uferrandstreifen bis auf das angrenzende Molassehügelland mit den bewaldeten Erhebungen Bois de Mottey (474 m ü. M.) und Bois de Rosset (mit 485 m ü. M. der höchste Punkt von Faoug). Im Süden und Westen verläuft die Grenze entlang des Flüsschens Chandon, der mit einem kleinen Schwemmkegel in den Murtensee mündet. Der westliche Gemeindeteil gehört naturräumlich zur breiten Schwemmebene der Broye südwestlich des Murtensees. Von der Gemeindefläche entfielen 1997 19 % auf Siedlungen, 25 % auf Wald und Gehölze, 55 % auf Landwirtschaft und etwas weniger als 1 % war unproduktives Land.
Zu Faoug gehören einige Einzelhöfe. Nachbargemeinden von Faoug sind Avenches im Kanton Waadt, Courtepin, Courgevaux, Greng und Murten im Kanton Freiburg.

## Bevölkerung
Mit 941 Einwohnern (Stand 31. Dezember 2022) gehört Faoug zu den kleineren Gemeinden des Kantons Waadt. Von den Bewohnern sind 56,7 % französischsprachig, 34,2 % deutschsprachig und 3,2 % portugiesischsprachig (Stand 2000). Amtssprache ist Französisch. Die Bevölkerungszahl von Faoug belief sich 1850 auf 425 Einwohner, 1900 auf 440 Einwohner. Nachdem die Bevölkerung bis 1980 leicht auf 391 Personen abgenommen hatte, wurde seither wieder eine deutliche Bevölkerungszunahme registriert.

## Wappen
Das geteilte Wappen ist redend. Es handelt sich um eine volksetymologische Anlehnung des Ortsnamens an „Pfau“ und korrekte Herleitung von lat. fagus „Buche“.

## Wirtschaft
Faoug war bis zu Beginn des 20. Jahrhunderts ein vorwiegend durch die Landwirtschaft geprägtes Dorf. Seit dem 17. Jahrhundert wurde Weinbau betrieben, der jedoch mit der Zeit durch Getreide, Gartenbau und Kunstwiesen verdrängt und schliesslich ganz aufgegeben wurde. Der Ort entwickelte sich im 19. Jahrhundert zu einem regionalen Zentrum für Wein-, Getreide- und Pferdehandel und war Standort eines Zollfreilagers. In der ersten Hälfte des 20. Jahrhunderts siedelten sich in Faoug einige kleinere Industrieunternehmen an, darunter ein Betrieb der Feinmechanik, eine Ziegelei und eine Rohrfabrik.
Heute haben der Ackerbau und der Obstbau noch eine gewisse Bedeutung in der Erwerbsstruktur der Bevölkerung. Weitere Arbeitsplätze sind im lokalen Kleingewerbe und im Dienstleistungssektor vorhanden. Die ortsansässigen Unternehmen konzentrieren sich auf die Bereiche Gartenbau, Karosseriebau und Schiffbau. In den letzten Jahrzehnten hat sich das Dorf auch zu einer Wohngemeinde entwickelt. Viele Erwerbstätige sind Wegpendler, die in den nahen Städten Avenches und Murten sowie zum Teil in Bern arbeiten. Faoug verfügt über einen Sportbootshafen und einige Ferienhäuser im Bereich des Seeufers.

## Verkehr
Die Gemeinde ist verkehrstechnisch gut erschlossen. Sie liegt an der Hauptstrasse 1 von Bern via Payerne nach Lausanne, die vor der Eröffnung der Autobahn eine relativ stark frequentierte Transitachse war. Heute ist Faoug vom Transitverkehr entlastet. Die Autobahn A1 (Lausanne–Bern) durchquert das südliche Gemeindegebiet, wobei die nächsten Anschlüsse Avenches (im Westen) und Murten (im Osten) sind. Am 12. Juni 1876 wurde die Broyelinie (Murten-Payerne) mit einem Bahnhof in Faoug eröffnet.

## Geschichte
Das Gemeindegebiet von Faoug war schon sehr früh besiedelt. Die frühesten Zeugnisse sind eine Seeufersiedlung aus dem Neolithikum und eine Landsiedlung, die während der Hallstattzeit bewohnt war. Auch aus der Römerzeit wurden aufgrund der Nähe zu Aventicum Fundamente einer Villa und ein Friedhof gefunden.
Die erste urkundliche Erwähnung des Ortes erfolgte 1228 unter dem Namen Fol. Später erschienen die Bezeichnungen Fo (1290), Foz (1440) und Fols (1491). Der Ortsname geht auf das altfranzösische Wort fol «Buche, Buchenwald» zurück; dieses kommt seinerseits vom lateinischen fagum (Akk. Sg. zu Nom. Sg. fagus). Das deutsche Exonym Pfauen (erstmalige schriftliche Erwähnung 1250: apud Phawen) ist sehr alt, denn es bewahrt in seinem Diphthong die altprovenzalische Lautung [faw] und damit einen älteren Lautstand als der heutige französische Ortsname. Es wurde schon früh volksetymologisch zu Pfau umgedeutet, was sich im Dorfwappen widerspiegelt, welches links einen Pfau und rechts eine Buche zeigt. Die deutsche Namensform ist in der Region lebendig geblieben.
Seit dem Mittelalter gehörte Faoug zusammen mit Avenches dem Bischof von Lausanne. Mit der Eroberung der Waadt durch Bern im Jahr 1536 gelangte das Dorf unter die Verwaltung der Vogtei Avenches. Nach dem Zusammenbruch des Ancien Régime wurde Faoug 1798 während der Helvetik dem Kanton Freiburg angegliedert. Mit der Inkraftsetzung der Mediationsverfassung 1803 wurde das Dorf zusammen mit dem heutigen Bezirk Avenches als Exklave wieder dem Kanton Waadt zugeteilt.

## Sehenswürdigkeiten
Die reformierte Pfarrkirche geht im Kern auf das 12. Jahrhundert zurück. Aus dieser Zeit ist heute nur noch der romanische Chor erhalten, die übrigen Teile stammen von den zahlreichen späteren Um- und Neubauten. Neben der Kirche steht das Pfarrhaus, das im 16. Jahrhundert erbaut wurde und später ebenfalls mehrfach Veränderungen erfuhr. Östlich an das Pfarrhaus schliesst sich das Ofengebäude von 1785 an.

## Persönlichkeiten
- Henri Druey (1799–1855), Politiker und von 1848 bis 1855 Mitglied des Bundesrates
- Edmond-Henri Crisinel (1897–1948), Journalist und Schriftsteller